# اعظمیه

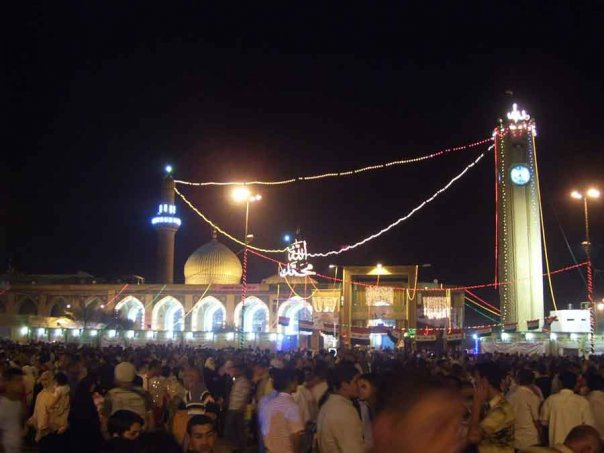
مسجد ابوحنیفه در اعظمیه

اعظمیه (به عربی: ألأعظمية) یکی از مهم‌ترین مناطق شهر بغداد در عراق است.
اعظمیه با جمعیت حدود ۳۰۰٬۰۰۰نفر در شمال شرقی شهر بغداد واقع شده‌است. این منطقه محل سکونت سرشناس‌ترین اهالی بغداد و عراق است. نام این منطقه بزرگ و مهم برگرفته از نام مسجد ابوحنیفه در مرکز این منطقه‌است. همچنین «بیمارستان النعمان» در این منطقه قرار دارد.
زندان الرشید در این منطقه واقع شده است.